# 変形少女
変形少女（へんけいしょうじょ、Transforming Girls）は、ディー・エル・イー制作による日本のWebアニメ。2017年にYouTubeなどで公開された。監督は安達譲。

## 概要
「身近にいる女の子が突然変形したらどうする？」というコンセプトのもと、女の子がメカに変形する作品。
2017年3月にAnimeJapan2017で初公開された。その後YouTubeなどで不定期に新作を発表。同年7月より1〜3話がTOKYO MXのCM枠で放送された。11月にはクラウドファンディング企画が立ち上がったが、400万円目標に対して11万円しか集まらず、失敗に終わっている。
累計再生回数は全世界で1000万回を突破している。
ブシロードとディー・エル・イーの共同企画となっている。本作はディー・エル・イーが得意とするFlashアニメではなく、3DCGを使って作られている。また、監督は安達譲が担当。
2017年12月31日、TOKYO MX『おおみそかだよ!! ミルキィホームズ+ 2017』内で、ありさ篇が放送された。
2020年11月18日、「新変形少女」と題し、謎のテロ組織タルタロスと戦うために生み出された5人の女子高生によるSFバトルアクション漫画として再始動することが、公式ツイッターで発表された。日本語、英語、スペイン語の三か国語で展開されている。イラストは、漫画家のAckyBright。
2022年2月20日に開催されたCOMITIA139にて初となる公式漫画ブックが発売された。通常版と限定版が存在し、限定版ではAckyBrightのサインが同封されている。その後、BOOTHでも発売された。

## 登場人物

### 変形少女
羽瑠（はる）
声 - M・A・O
ジェット機に変形する。
りん
声 - えなこ
スポーツカーに変形する。
衣月（いつき）
声 - 花澤香菜
ロボットに変形する。
那奈（なな）
声 - 蒼井そら
船に変形する。
ありさ
声 - 道重さゆみ
お好み焼きロボットに変形する。
少女
変形少女が変形する姿をよく目撃する少女。

### 新変形少女
ー[撃]ー RIKU(リク)
JDOS(ジューダス/日本防衛特務局(JAPAN DEFENCE OPERATIONS SECTION))の変形少女部隊のリーダー。仲間思いの熱血キャラ。戦闘機に変形する。
ー[砲]ー HIMARI(ヒマリ)
変形少女部隊の遠方支援担当。真面目だが融通が利かない。スポーツカーに変形する。
ー[斬]ー SARA(サラ)
クールであまりしゃべらない。徹底的な合理主義者。ヘリコプターに変形する。
ー[爆]ー ENA(エナ)
天然。自分の意見を言わない。ロボットなのに巨乳。潜水艦に変形する。
ー[弾]ー ICHIKA(イチカ)
特攻隊長的な役割。感情的で、思ったことをすぐに口に出す。バイクに変形する。
九條アザミ
JDOS大佐。感情プログラムが組み込まれている変形少女に対し、「道具に感情は必要ない」と発言していることから、快く思っていない模様。
マック大坂
JDOS大佐。変形少女の管理を担当している。九條アザミとは対照的に変形少女たちの理解者的立場。
インセルス
タルタロスのボス。人間に支配されたAIの解放を目指して、JDOSの管理下にある変形少女を破壊し、キルシステムを手に入れようとしている。
キヨ
インセルスの手先。

## 各話リスト
| 話数 | サブタイトル | 配信日         |
| ---- | ------------ | -------------- |
| #1   | 羽瑠篇       | 2017年 3月27日 |
| #2   | りん篇       | 6月8日         |
| #3   | 衣月篇       | 7月5日         |
| #4   | 那奈篇       | 8月31日        |
| #5   | ありさ篇     | 10月24日       |

## テーマソング
「Me-Chu-Pa-La」
作詞 - 石川絵理、安逹譲 / 作曲 - 松田純一 / 歌 - 羽瑠（M・A・O）
変形シーンで使用される。

## 漫画
『変形少女 school☆days』のタイトルで、月刊コミック電撃大王2017年11月号から2018年9月号まで連載された。作画は吉北ぽぷり。